# أغوستين مونيوث غراندس
المشير أغوستين مونيوز غراندس (بالإسبانية: Agustín Muñoz Grandes؛ 27 يناير 1896 - 11 يوليو 1970) قائد عسكري وسياسي إسباني بارز وُلد وتوفي في العاصمة الإسبانية مدريد، بزغ نجمه في عهد فرانسيسكو فرانكو حيث تولى العديد من المناصب القيادية في الدولة، منها نائب رئيس الوزراء بالإضافة لمنصب وزير الدفاع من قبل، اشتهر بقيادته للفرقة الزرقاء خلال الحرب العالمية الثانية والتي حاربت بجانب ألمانيا النازية في معارك الجبهة الشرقية وتحديدا حصار لينينغراد في الفترة ما بين 1941 وحتى عام 1943.

## روابط خارجية
- أغوستين مونيوث غراندس على موقع مونزينجر (الألمانية)